# Telescópio Ritchey-Chrétien

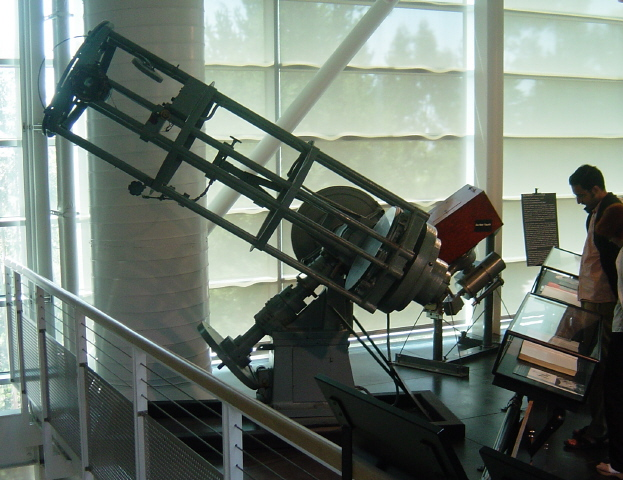
Telescópio refletor de 24 polegadas (0,6 m) de George Ritchey, o primeiro RCT a ser construído, em exibição no Chabot Space and Science Center em 2004.

Um telescópio Ritchey-Chrétien ( RCT ou simplesmente RC ) é uma variante especializada do telescópio Cassegrain que possui um espelho primário hiperbólico e um espelho secundário hiperbólico projetado para eliminar erros ópticos fora do eixo ( coma ). O RCT tem um campo de visão mais amplo, livre de erros ópticos, em comparação com uma configuração de telescópio refletor mais tradicional. Desde meados do século 20, a maioria dos grandes telescópios de pesquisa profissionais têm configurações Ritchey-Chrétien; alguns exemplos bem conhecidos são o Telescópio Espacial Hubble, os telescópios Keck e o Very Large Telescope do ESO.

## Designe
Tal como acontece com os outros refletores de configuração Cassegrain, o telescópio Ritchey-Chrétien (RCT) tem um conjunto de tubo óptico muito curto e design compacto para uma determinada distância focal . O RCT oferece bom desempenho óptico fora do eixo, mas seus espelhos requerem técnicas sofisticadas para fabricação e teste. Portanto, a configuração Ritchey-Chrétien é mais comumente encontrada em telescópios profissionais de alto desempenho.

### Fundação de dois espelhos
Um telescópio com apenas um espelho curvo, como um telescópio newtoniano, sempre terá aberrações. Se o espelho for esférico, sofrerá principalmente de aberração esférica . Se o espelho for parabólico, para corrigir a aberração esférica, ele ainda sofre de coma e astigmatismo, pois não há parâmetros de design adicionais que possam ser alterados para eliminá-los. Com dois espelhos não esféricos, como o telescópio Ritchey-Chrétien, o coma também pode ser eliminado, fazendo com que a contribuição dos dois espelhos para o cancelamento total do coma. Isso permite um campo de visão útil maior. No entanto, esses projetos ainda sofrem de astigmatismo.
O projeto básico de duas superfícies de Ritchey–Chrétien está livre de coma de terceira ordem e aberração esférica. No entanto, o design de duas superfícies sofre de coma de quinta ordem, astigmatismo severo de grande ângulo e curvatura de campo comparativamente severa.

### Outras correções por um terceiro elemento
Quando focalizadas no meio entre os planos de focagem sagital e tangencial, as estrelas aparecem como círculos, tornando o Ritchey-Chrétien adequado para campos amplos e observações fotográficas. As aberrações remanescentes do projeto básico de dois elementos podem ser melhoradas com a adição de elementos ópticos menores próximos ao plano focal.
O astigmatismo pode ser cancelado incluindo um terceiro elemento óptico curvo. Quando este elemento é um espelho, o resultado é um anastigmat de três espelhos . Alternativamente, um RCT pode usar uma ou várias lentes de baixa potência na frente do plano focal como um corretor de campo para corrigir o astigmatismo e achatar a superfície focal, como por exemplo o telescópio SDSS e o telescópio VISTA; isso pode permitir um campo de visão de até cerca de 3° de diâmetro.
A câmera Schmidt pode fornecer campos ainda mais amplos até cerca de 7°. No entanto, o Schmidt requer uma placa corretora de abertura total, o que o restringe a aberturas abaixo de 1,2 metros, enquanto um Ritchey-Chrétien pode ser muito maior. Outros projetos de telescópio com elementos de correção frontal não são limitados pelos problemas práticos de fazer uma placa corretora de Schmidt com múltiplas curvas, como o projeto de Lurie-Houghton.

### Espelho

Diagrama de um telescópio refletor Ritchey-Chrétien

Os raios de curvatura dos espelhos primário e secundário, respectivamente, em uma configuração Cassegrain de dois espelhos são:
{\displaystyle R_{1}=-{\frac {2DF}{F-B}}=-{\frac {2F}{M}}}
e
{\displaystyle R_{2}=-{\frac {2DB}{F-B-D}}=-{\frac {2B}{M-1}}} ,
onde
- {\displaystyle F} é a distância focal efetiva do sistema,
- {\displaystyle B} é a distância focal traseira (a distância do secundário ao foco),
- {\displaystyle D} é a distância entre os dois espelhos e
- {\displaystyle M=(F-B)/D} é a ampliação secundária.[5]

Se, em vez de {\displaystyle B} e {\displaystyle D}, as quantidades conhecidas são a distância focal do espelho primário, {\displaystyle f_{1}}, e a distância ao foco atrás do espelho primário, {\displaystyle b}, então {\displaystyle D=f_{1}(F-b)/(F+f_{1})} e {\displaystyle B=D+b} .
Para um sistema Ritchey-Chrétien, as constantes cônicas {\displaystyle K_{1}} e {\displaystyle K_{2}} dos dois espelhos são escolhidos de modo a eliminar aberração esférica de terceira ordem e coma; a solução é:
{\displaystyle K_{1}=-1-{\frac {2}{M^{3}}}\cdot {\frac {B}{D}}}
e
{\displaystyle K_{2}=-1-{\frac {2}{(M-1)^{3}}}\left[M(2M-1)+{\frac {B}{D}}\right]} .
Observe que {\displaystyle K_{1}} e {\displaystyle K_{2}} são menores que {\displaystyle -1} (desde {\displaystyle M>1} ), então ambos os espelhos são hiperbólicos. (No entanto, o espelho primário é tipicamente muito próximo de ser parabólico. )
As curvaturas hiperbólicas são difíceis de testar, especialmente com equipamentos normalmente disponíveis para fabricantes de telescópios amadores ou fabricantes em escala de laboratório; portanto, layouts de telescópios mais antigos predominam nessas aplicações. No entanto, fabricantes de óticas profissionais e grandes grupos de pesquisa testam seus espelhos com interferômetros . Um Ritchey-Chrétien requer equipamento adicional mínimo, normalmente um pequeno dispositivo óptico chamado corretor nulo que faz com que o primário hiperbólico pareça esférico para o teste interferométrico. No Telescópio Espacial Hubble, este dispositivo foi construído incorretamente (uma reflexão de uma superfície não intencional levando a uma medição incorreta da posição da lente) levando ao erro no espelho primário do Hubble.
Corretores nulos incorretos também levaram a outros erros de fabricação de espelhos, como no New Technology Telescope.